# Grand Prix de Paris (cykelsport)
Grand Prix de Paris var under åren 1894–1993 det näst världsmästerskapet förnämsta bancykelloppet för sprinters.

## Historik
Tävlingen stiftades 1894 och kördes årligen med undantag för 1915–1919 och 1940. Tävlingsplats var sedan starten den av staden Paris ägda Vélodrome de Vincennes, och som officiell arrangör stod stadsfullmäktige i Paris, som även uppsatte priserna i tävlingen, vars inkomster gick till välgörande ändamål. Tävlingsdistansen var för såväl de professionella som amatörerna 1000 meter.

## Segrare

### Herrar

#### Professionella
| - 1894: George A. Banker - 1895: Ludovic Morin - 1896: Ludovic Morin - 1897: Ludovic Morin - 1898: Paul Bourrillon - 1899: Gian Ferdinando Tomaselli - 1900: Edmond Jacquelin - 1901: Thorvald Ellegaard - 1902: Harie Meyers - 1903: Harie Meyers - 1904: Henri Mayer - 1905: Frank Kramer - 1906: Frank Kramer - 1907: Émile Friol - 1908: Julien Pouchois - 1909: Émile Friol - 1910: Émile Friol - 1911: Thorvald Ellegaard - 1912: Léon Hourlier - 1913: Walter Rütt - 1914: Léon Hourlier - 1920: Robert Spears - 1921: Robert Spears - 1922: Robert Spears - 1923: Ernst Kaufmann - 1924: Maurice Schilles - 1925: Maurice Schilles - 1926: Lucien Faucheux - 1927: Ernst Kaufmann | - 1928: Lucien Faucheux - 1929: Lucien Faucheux - 1930: Lucien Michard - 1931: Lucien Michard - 1932: Jef Scherens - 1933: Jef Scherens - 1934: Albert Richter - 1935: Lucien Michard - 1936: Lucien Michard - 1937: Jef Scherens - 1938: Albert Richter - 1939: Louis Gérardin - 1941: Louis Gérardin - 1942: Arie van Vliet - 1943: Louis Gérardin - 1944: Georges Senfftleben - 1945: Marc Cautenet - 1946: Arie van Vliet - 1947: Arie van Vliet - 1948: Arie van Vliet - 1949: Arie van Vliet - 1950: Jan Derksen - 1951: Reginald Harris - 1952: Russell Mockridge - 1953: Oscar Plattner - 1954: Enzo Sacchi - 1956: Reginald Harris - 1957: Jos De Bakker - 1958: Jan Derksen | - 1959: Enzo Sacchi - 1960: Antonio Maspes - 1961: Antonio Maspes - 1962: Antonio Maspes - 1963: Antonio Maspes - 1964: Antonio Maspes - 1965: Daniel Morelon - 1967: Daniel Morelon - 1968: Giuseppe Beghetto - 1969: Pierre Trentin - 1975: Giorgio Rossi - 1976: Alex Pontet - 1977: Daniel Morelon - 1978: Lutz Hesslich - 1979: Lutz Hesslich - 1980: Yvon Cloarec - 1981: Sergej Kopylov - 1982: Michael Hübner - 1983: Lutz Hesslich - 1984: Sergej Kopylov - 1985: Lutz Hesslich - 1986: Bill Huck - 1987: Lutz Hesslich - 1988: Lutz Hesslich - 1989: Michael Hübner - 1990: Michael Hübner - 1991: Bill Huck - 1993: Michael Hübner |

#### Amatörer
| - 1898: Mille - 1899: Grognet - 1900: Georges Taillandier - 1901: Charles Piard - 1902: Charles Piard - 1903: Agostino Granaglia - 1904: Arthur L. Reed - 1905: Jimmy S. Benyon - 1906: Francesco Verri - 1907: André Auffray - 1908: Émile Demangel - 1909: Maurice Schilles - 1910: William Bailey - 1911: William Bailey - 1912: William Bailey - 1913: William Bailey - 1914: Henri Bellivier - 1920: Maurice Peeters - 1921: Henri Bellivier - 1922: Lucien Michard - 1923: Jean Cugnot - 1924: Lucien Michard - 1925: L. Revelly | - 1926: Mathias Engel - 1927: Mathias Engel - 1928: Roger Beaufrand - 1929: Sydney Cozens - 1930: Sydney Cozens - 1931: Sydney Cozens - 1932: Albert Richter - 1933: Marcel Jezo - 1934: Toni Merkens - 1935: Toni Merkens - 1936: Jacques Avram - 1937: Benedetto Pola - 1938: Guy Renaudin - 1939: Jan Derksen - 1943: Marcel Etienne - 1944: Jacques Lohmuller - 1945: Marcel Etienne - 1946: Reginald Harris - 1947: René Faye - 1948: Émile Lognay - 1949: Émile Lognay - 1950: Maurice Verdeun | - 1951: Enzo Sacchi - 1952: Russell Mockridge - 1953: Russell Mockridge - 1954: Cyril Peacock - 1955: John Tressider - 1956: Michel Rousseau - 1957: Guglielmo Pesenti - 1958: Valentino Gasparella - 1959: Valentino Gasparella - 1960: Sante Gaiardoni - 1961: Giuseppe Beghetto - 1962: André Gruchet - 1963: Pierre Trentin - 1964: Pierre Trentin - 1965: Pierre Trentin - 1966: Angelo Bruno - 1967: Pierre Trentin - 1968: Giuseppe Beghetto - 1969: Pierre Trentin - 1970: Daniel Morelon - 1971: Daniel Morelon - 1974: Pierre Trentin |

### Damer
| - 1982: Isabelle Gautheron - 1983: Claudia Lommatzsch - 1984: Sandrine Lestrade - 1985: Isabelle Gautheron | - 1986: Isabelle Nicoloso - 1987: Natalia Krusjelnitskaja - 1988: Erika Salumäe - 1989: Galina Tsareva | - 1990: Annett Neumann - 1991: Félicia Ballanger - 1993: Tanya Dubnicoff |